# Eberhard Wesemann

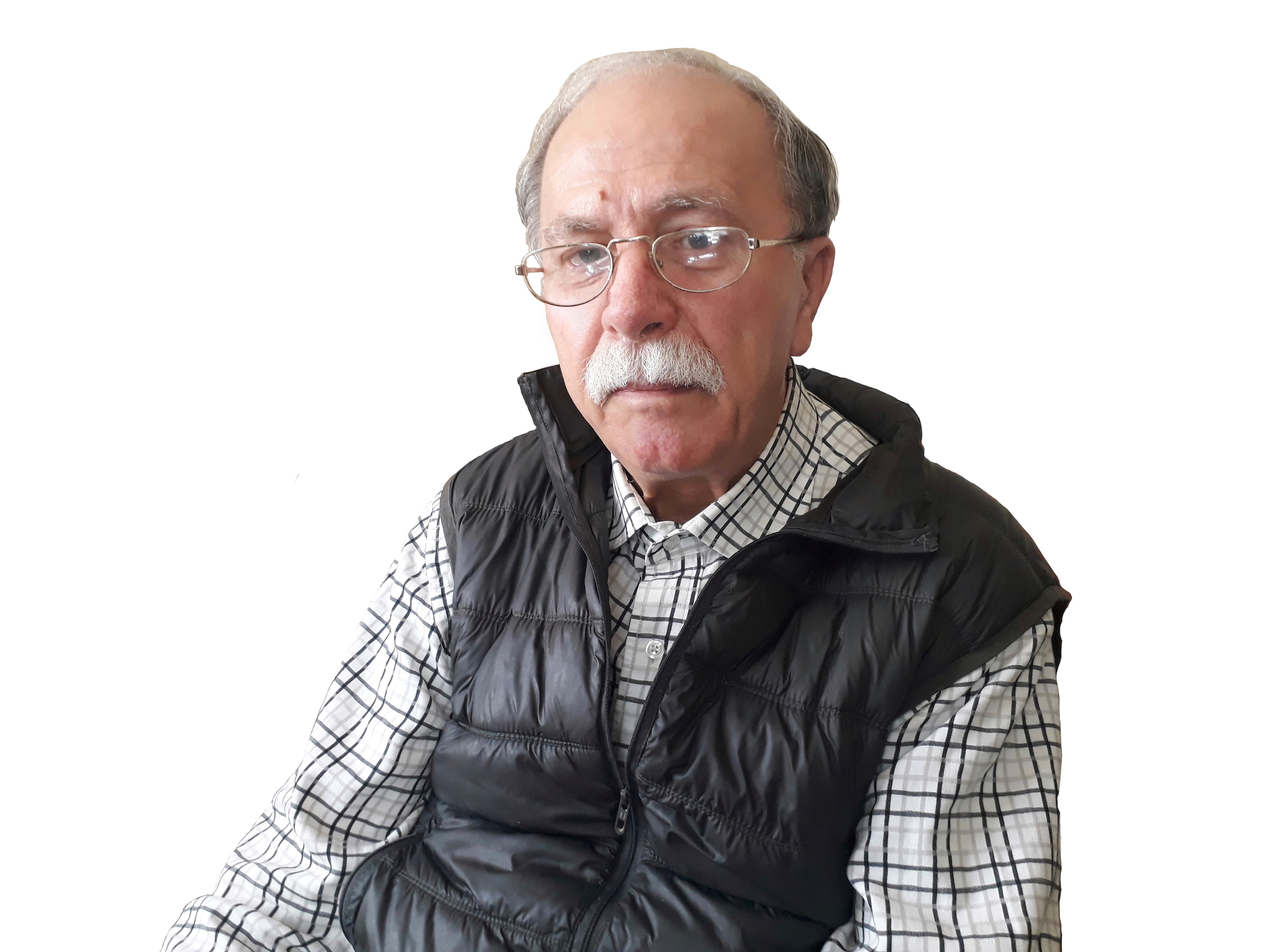
Eberhard Wesemann

Eberhard Wesemann (* 7. Januar 1944 in Leipzig) ist ein deutscher Verlagslektor, Herausgeber und Übersetzer.

## Leben
Nach dem Besuch der Thomasschule zu Leipzig studierte Eberhard Wesemann Romanistik und Germanistik an der Universität Leipzig. Von 1971 bis 2008 war er in den Lektoraten der Verlage Insel, Suhrkamp und Deutscher Klassiker Verlag in Frankfurt am Main und Leipzig tätig.
Neben Werkeditionen veröffentlichte er vor allem Romane, Memoiren und Erzählungen aus dem frankophonen Bereich und dort insbesondere aus der Zeit des 18. Jahrhunderts. Seine editorischen Bemühungen galten hierbei sowohl bekannten Autoren der Aufklärung, wie Voltaire, Rousseau oder Lesage, als auch der Breite und Vielschichtigkeit des erzählerischen Schaffens dieser Epoche in Frankreich.
Einige der von ihm lektorierten oder herausgegebenen Werke, darunter Leipzig im Taumel, die Anthologie Französische Erzähler von Lesage bis Mirabeau oder die Tagebücher der Henker von Paris (siehe auch Publikationsliste), erreichten beträchtliche Auflagen.
Eberhard Wesemann ist aufgrund seiner langjährigen Tätigkeit im Insel Verlag ein profunder Kenner der Geschichte dieses Verlages in beiden Teilen Deutschlands  und veröffentlichte dazu auch in den Mitteilungen für Freunde der Insel-Bücherei. Bis heute arbeitet er mit Forschenden und Studierenden zusammen, die sich für die komplexen Beziehungen und innerdeutschen Kooperationen dieses Verlagshauses in den Jahrzehnten des Kalten Krieges interessieren.
Eberhard Wesemann hat zwei Töchter und lebt seit 2009 in Nizza und Leipzig.

## Publikationen

### Herausgeberschaften
- Claude-Prosper Jolyot de Crébillon, Der Schaumlöffel. Insel Verlag, Leipzig 1980.
- Jean de Lafontaine, Der Teufel und die Papifeigen. Erzählungen und Novellen in Versen, Gustav Kiepenheuer Verlag, Leipzig und Weimar 1987, ISBN 978-3-378-00129-9.
- Pierre Ambroise François Choderlos de Laclos, Die gefährlichen Bekanntschaften. Bibliothek des 18. Jahrhunderts, Verlag C.H. Beck, München 1988, ISBN 978-3-406-31759-0.
- Henri Sanson, Tagebücher der Henker von Paris. Bibliothek des 18. Jahrhunderts, Verlag C. H. Beck, München 1989,  ISBN 978-3-406-09165-0.
- Georg Forster, An die Freunde der Freiheit. Signaturpresse Leipzig, 250 sign. Exempl. Originalholzstiche von Karl-Georg Hirsch [1989].
- Jean Marteilhe, Galeerensträfling unter dem Sonnenkönig. Bibliothek des 18. Jahrhunderts, Verlag C. H. Beck, 1994, ISBN 978-3-406-32979-1.
- Eberhard Wesemann (Hrsg.), Estnische Märchen. Insel Verlag, Frankfurt am Main und Leipzig 1995, ISBN 978-3-458-16732-7.
- Honoré de Balzac, Die menschliche Komödie – Die großen Romane und Erzählungen in zwanzig Bänden. Insel Verlag, Frankfurt am Main und Leipzig 1996, ISBN 978-3-458-09730-3.
- Eberhard Wesemann (Hrsg.), Die schönsten indischen Märchen. Insel Verlag, Frankfurt am Main und Leipzig 2006, ISBN 978-3-458-34872-6.

### Übersetzungen
- Amadís: Amadis von Gallien, Verlag Klett-Cotta, Stuttgart 1972.
- Guy de Maupassant, Mademoiselle Fifi und andere Novellen. Insel-Bücherei 572, Insel Verlag, Leipzig 1977.
- Eberhard Wesemann (Hrsg.), Französische Erzähler von Lesage bis Mirabeau. Dieterich’sche Verlagsbuchhandlung, Leipzig 1981.
- Victor Hugo, Han der Isländer. Gustav Kiepenheuer Verlag, Leipzig und Weimar 1988, ISBN 978-3-378-00213-5.
- Honoré Gabriel Mirabeau, Hic und Hec. Gustav Kiepenheuer Verlag, Leipzig und Weimar 1988, ISBN 978-3-378-00273-9.